# چارلی چیور
چارلی چیور (انگلیسی: Charlie Cheever؛ زادهٔ ۲ اوت ۱۹۸۱ در پیتسبرگ) یکی از بنیان‌گذاران بازار دانش آنلاین کورا در کنار آدام دی‌آنجلو اهل ایالات متحده آمریکا است. او پیشتر در فیس‌بوک مهندس و مدیر بود. پیش از فیس‌بوک چیور توسط آمازون.کام در سیاتل استخدام شده بود. او در ژوئن ۲۰۰۹ فیس‌بوک را ترک نمود تا کورا را تأسیس کند. وی در سپتامبر ۲۰۱۲ از مدیریت فعال کورا کناره‌گیری کرد اما همچنان مشاور است. در سال ۲۰۱۶، اعلام شد که او مدیرعامل اکسپو (که قبلاً با نام اکسپوننت شناخته می‌شد) شده؛ شرکتی نوپا که پلتفرمی متن‌باز برای ساختن اپ‌های بومی جهانی برای اندروید، آی‌اواس و وب با جاوااسکریپت و ری‌اکت است.